# Талалуев, Илья Викторович
Илья Викторович Талалуев (род. 28 января 1998, Воскресенск, Московская область) — российский хоккеист, нападающий. Воспитанник школы воскресенского «Химика». Игрок хабаровского «Амура», выступающего в КХЛ.

## Клубная карьера
Талалуев является воспитанником школы воскресенского «Химика», в составе которого он принимал участие в открытом чемпионате Москвы среди юношей своей возрастной категории, а также играл на первенстве России среди юниоров. В 2015 году перешёл в систему мытищинского «Атланта», который испытывал финансовые проблемы и оставил только молодёжную команду для дальнейших выступлений на профессиональном уровне. Дебютировал за «атлантовскую» молодёжку в сезоне 2015/16 и отыграл за команду два полноценных сезона.
Летом 2017 года перешёл в систему московского «Спартака» и начал выступать в молодёжной команде. В свой первый же сезон в «Спартаке» Талалуев сыграл в 20 матчах за основную команду и набрал три очка по системе гол+пас (2+1). Дебют в лиге состоялся 21 ноября 2017 года в матче против екатеринбургского «Автомобилиста». Первую шайбу в КХЛ нападающий забросил 30 ноября 2017 года, в ворота магнитогорского «Металлурга». Был признан лучшим игроком 14-й недели КХЛ.
Параллельно с играми за основную и молодёжную команду Талалуев принимал участие в матчах за фарм-клуб красно-белых — «Химик», тем самым дебютировав в ВХЛ. Принимал участие в Кубке вызова МХЛ 2018 в составе сборной «запада», которая выиграла трофей. 25 апреля 2019 года было официально объявлено, что Талалуев продлил контракт со «Спартаком». Двустороннее соглашение рассчитано на ближайшие три сезона. 20 апреля 2022 года заключил новый двусторонний контракт с клубом до 30 апреля 2024 года.
20 мая 2024 года был обменян в хабаровский «Амур».

## Карьера в сборной
В феврале 2020 года впервые попал в состав олимпийской сборной России и принял участие в традиционном турнире Kaufland Cup в словацком Попраде.

## Достижения
- Участник Матча Звёзд МХЛ и обладатель Кубка вызова в 2018 году
- Обладатель Кубка Петрова: 2022/23